# Казале Стафора (Павија)
Казале Стафора је насеље у Италији у округу Павија, региону Ломбардија.
Према процени из 2011. у насељу је живело 38 становника. Насеље се налази на надморској висини од 1087 м.